# 불교 용어 목록 (경)

바로가기:
ㄱ
경
구
ㄴ
ㄷ
ㄹ
ㅁ
명
무
묵
ㅂ
불
ㅅ
삼
삽
선
소
수
시
심
ㅇ
오
온
유
육
이
ㅈ 

정
지
ㅊ
ㅋ
ㅌ
ㅍ
ㅎ

## 경각
경각(警覺)의 일반 사전적인 의미는 '잘못을 하지 않도록 정신을 차리고 깨어 있음' 으로, 불교 용어로는 심경각성(心警覺性) 또는 경각성(警覺性)의 줄임말이다. 심경각성(心警覺性) · 경각성(警覺性) 또는 경각(警覺)은 작의(作意)의 마음작용의 본질적 성질로, 마음으로 하여금 일깨워지게 하는 성질 또는 마음을 일깨우는 성질이다.

## 경각성
경각성(警覺性)은 심경각성(心警覺性)의 줄임말이다.

## 경거포악
경거포악(輕拒暴惡)은 세간력(世間力)에 의지하여 포악(暴惡) 즉 악(惡)을 천(賤)하게 여겨 거부하는 것으로, 《성유식론》 제6권에 따르면, 선심소에 속한 마음작용인 괴(愧)의 본질적 성질이다.

## 경계
1. 경계(境界)는 갖가지 계(界) 즉 18계(十八界)를 말한다.
2. 경계(境界, 산스크리트어: viṣaya,
ālambana,
영어: territory,
region,
dominion,
sphere of influence or activity)는 세력이 미치는 범위 즉 세력권(勢力圈)을 말한다. 예를 들어, 5근 중 안근(眼根)의 세력이 미치는 범위는 색경(色境)이다.
3. 경계(境界)는 인식작용의 대상을 말한다. 이 경우 경(境,
산스크리트어: viṣaya)과 같은 말이다. 예를 들어, 5근 중 안근(眼根)의 인식작용 대상은 색경(色境)이다.

## 경안
경안(輕安,
산스크리트어: praśrabdhi,
팔리어: passaddhi,
영어: pliancy,
alertness,
flexibility) 또는 안(安)은 설일체유부의 5위 75법에서 심소법(心所法: 46가지) 중 대선지법(大善地法: 10가지) 가운데 하나이며, 유식유가행파와 법상종의 5위 100법에서 심소법(心所法: 51가지) 중 선심소(善心所: 11가지) 가운데 하나이다. 설일체유부에 따르면, 경안(輕安)은 마음이 가볍고 편안[輕利安適]한 것으로 능히 선법(善法)을 감당할 수 있게 하는 성질[堪任性]을 본질로 하는 의식작용(마음작용)이다.

## 경이
경이(輕易)는 논의 장엄[論莊嚴]을 구성하는 5가지 요소 중 하나인 언구원만(言具圓滿: 말이 원만하게 갖추어진 것)을 구성하는 불비루(不鄙陋) · 경이(輕易) · 웅랑(雄朗) · 상응(相應) · 의선(義善)의 5덕(五德: 5가지 특질) 가운데 하나이다. 문자 그대로는 '경쾌하고 쉬운 것'으로, 세상에서 널리 쓰이는 표준적인 낱말과 표현을 사용하는 것을 말한다.

## 계
계(繫)는 번뇌의 다른 이름 가운데 하나로, 난가해탈(難可解脫), 즉, 번뇌가 '벗어나기 어려운 것'이라는 것을 뜻한다.

## 계경
계경(契經)은 경전을 뜻하는 산스크리트어 수트라(sūtra) 또는 팔리어 숫타(sutta)의 의역어이다. 수트라(sūtra)의 음역어로는 수다라(修多羅) · 소다라(蘇多羅) · 소달라(蘇怛羅) · 소달람(素怛纜) · 수투로(修妬路)가 있다. 불교에서 계경이라고 하건 수다라라고 하건, 경전의 현실적이고 실제적인 의미는 '부처 즉 깨달은 자로서의 고타마 붓다가 가르친 가르침' 또는 '그러한 가르침이 기록된 책'이다. 보다 이론적인 면에서는, 경전의 뜻이 위로는 진리에 계합하고 아래로는 중생의 마음에 맞고 뜻에 합당하며, 경전이 의리(義理: 뜻과 이치)를 꿰어 중생을 잡아 거둔다는 뜻에서 계경(契經)이라고 한다. 한자어 계(契)에는 부합하다 또는 맺다의 뜻이 있다.

## 계금취
계금취(戒禁取, 산스크리트어: śīla-vrata-parāmarśa)는 그릇된 계행(戒行)을 올바른 것이라고 집착하는 것, 즉 그릇된 계율이나 금지 조항을 바른 것으로 간주하여 거기에 집착하는 것을 말한다. 그리고, 이에 따라, 인(因) 아닌 것을 인이라 하고, 참된 해탈도(解脫道)가 아닌 것을 참된 해탈도라고 집착하는 잘못된 견해 말한다.

## 계금취견
계금취견(戒禁取見)은 계금취(戒禁取)의 다른 말이다.

## 계금등취견
계금등취견(戒禁等取見)은 계금취(戒禁取)의 다른 말이다.

## 계도견
계도견(戒盜見)은 계금취(戒禁取)의 다른 말이다.

## 계집
계집(計執)의 문자 그대로의 뜻은 '계탁하여서 집착함', '생각하여서 집착함' 또는 '헤아려서 집착함'으로, 특히 어떤 실재하지 않는 법[假法]에 대해 그릇되이 계탁(생각)하여 그것을 실재하는 법[實法]이라고 고집하는 것을 말한다.
예를 들어, 5온의 개별 또는 다수를 '나[我]'라고 계탁(생각)하여 5온의 개별 또는 다수에 대해 집착하는 것을 5온을 '나라고 계집한다[計執我]' 또는 '계집하여 나로 삼는다[計執爲我]'고 표현하며, 이러한 유형의 계집(計執)을 전통적인 불교 용어 아상사(我相事: 아상의 일, 아상이 있는 일, '나'라는 모양이 있는 일)라고 한다. 또한, 5온의 개별 또는 다수를 '내 것[我所]'이라고 계탁(생각)하여 5온의 개별 또는 다수에 대해 집착하는 것을 5온을 '내 것이라고 계집한다[計執我所]' 또는 '계집하여 내 것으로 삼는다[計執爲我所]'고 표현하며, 이러한 유형의 계집(計執)을 전통적인 불교 용어로 아소사(我所事: 아소의 일, 아소가 있는 일, '내 것'이라는 집착이 있는 일)라고 한다.

## 계취견
계취견(戒取見)은 계금취(戒禁取)의 다른 말이다.

## 고
1. 고(苦, 산스크리트어: duhkha)는 핍박하는 성질[逼迫性] 즉 괴로움을 뜻한다. 불교에서는 '무상하기 때문에 핍박하는 성질[逼迫性]의 것 즉 괴로운 것이다'라고 말한다.
2. 고(苦, 산스크리트어: duhkha)는 4성제 가운데 고제를 뜻한다.
3. 고(苦, 산스크리트어: duhkha)는 불교의 수행법 중 하나인 4제 16행상(四諦 十六行相: 4성제를 관찰하는 16종의 관법 또는 관행) 가운데 하나로, 4성제 중 고제에 대한 4가지 관찰[觀法 또는 觀行]인 비상(非常) · 고(苦) · 공(空) · 비아(非我) 가운데 고(苦)를 말한다. 이것은 '5취온(五取蘊)이란 핍박하는 성질[逼迫性]의 것, 괴로운 것[苦]이라고 관찰하는 것'을 말한다. 즉, 이러한 수행[行相]을 고(苦)라고 한다.
4. 고(苦)는 추(麤) · 고(苦) · 장(障) · 정(靜) · 묘(妙) · 리(離)의 6행관(六行觀) 가운데 하나로 하지(下地)에 대해 고(苦)라고 관하는 것을 말한다. 고(苦)는 비미묘(非美妙) 즉 미묘(美妙)하지 않다는 것, 즉 미(美)하거나 묘(妙)하지 않다는 것을 뜻하며, 또한 하지(下地)의 온갖 추중(麤重), 즉 하지의 온갖 번뇌, 즉 하지의 유루법(有漏法), 또는 '하지의 온갖 번뇌 또는 유루법 거칠고 무거움'이 능히 위해(違害) 즉 거스름[違]이나 해로움[害]을 일으킨다는 것을 뜻한다.

## 고거심
고거심(高擧心)은 잘난 체하고 거들먹거리는 마음(6식 또는 8식, 즉 심왕, 즉 심법) 상태 또는 남에 대해 자신을 높이는 마음 상태를 말한다. 만(慢)의 마음작용과 관련이 있다.

## 고과
고과(苦果, 산스크리트어: duḥkhana, duḥkhita, duḥkha-doṣa) 즉 괴로운 과보는 낙과(樂果) 즉 즐거운 과보에 상대되는 낱말이다.
고과(苦果)는 지금까지 축적된 악업으로 인해 생겨나는 과보 즉 결과로서 몸과 마음으로 하여금 괴로움을 감수(感受)하게 하는 과보이다. 낙과(樂果)는 지금까지 축적된 선업으로 인해 생겨나는 과보 즉 결과로서 몸과 마음으로 하여금 즐거움을 감수(感受)하게 하는 과보이다.
불교에 따르면, 전체적으로 말하면 3계 6도의 어디로 윤회하건 생사윤회 자체가 고과(苦果)이다. 이와 같은 전체적인 측면에서는 열반만이 유일한 낙과(樂果)이다. 세부적으로 말하면, 6도 가운데 지옥도 · 축생도 · 수라도는 고과이고, 천상도는 낙과이고, 인간도는 고과와 낙과가 함께 있는 곳이다.

## 고구
고구(苦具)는 고(苦)를 생기게 하는 원인[因]을 말한다. 불교에서 고(苦)는 구체적으로는 고고(苦苦) · 괴고(壞苦) · 행고(行苦)의 3고(三苦) 또는 생고(生苦) · 노고(老苦) · 병고(病苦) · 사고(死苦) · 애별리고(愛別離苦) · 원증회고(怨憎會苦) · 구부득고(求不得苦) · 오음성고(五陰盛苦)의 8고(八苦)를 말하므로, 고구(苦具)는 이들 3고 또는 8고를 생기게 하는 갖가지 원인을 통칭하는 낱말이다. 또한, 열반을 추구하다가 뜻대로 증득하지 못하면 성내는 마음을 일으킬 수 있기 때문에 열반도 고구(苦具)에 포함된다. 한편, 고(苦)와 고구(苦具)에 대해 성내지 않는 것을 무진(無瞋)의 마음작용이라고 한다.

## 고근
부파불교의 설일체유부의 논서 《아비달마품류족론》 제3권에 따르면,
고근(苦根)은 순고수촉(順苦受觸: 고수에 계합하는 촉, 즉 고수를 일으키는 촉)에 의해 대상이 접촉될 때 일어나는 신고수(身苦受: 몸의 괴로운 느낌) · 불평등수(不平等受: 평등하지 않은 느낌)와, 또한 이들 수(受)에 속하는 다른 수(受: 느낌)들을 통칭한다.

## 고법지인
고법지인(苦法智忍)은 줄여서 고법인(苦法忍)이라고도 한다. 인내[忍]가 동반된 바른 수행, 즉 바른 정진(精進), 즉 정정진(正精進)을 통해 마침내 욕계의 고제에 대해 미혹하게 하는 번뇌 즉 욕계의 견고소단을 끊는 지혜[忍]를 말한다.
현재 찰나에 고법지인(苦法智忍)이 현행하게 되면 욕계의 견고소단이 모두 끊어지고 이것이 원인이 되어 바로 다음 찰나의 마음에 고법지(苦法智)가 결과로서 현행한다.

## 고요함
1. 고요함은 열반(涅槃) 또는 열반적정(涅槃寂靜)의 다른 말이다.
2. 고요함은 적정(寂靜)의 다른 말이다.

## 고제
1. 고제(苦諦, 산스크리트어: duḥkha-satya, 팔리어: dukkha-sacca) 또는 고성제(苦聖諦, 산스크리트어: duhkhārya-satya)는 고 · 집 · 멸 · 도의 4성제 가운데 하나로, 3계(三界)를 벗어날 수 있는 경지가 아닌 상태에서 맞이하는 삶, 즉 어쩔수 없이 3계로 윤회해야만 삶의 본질은 고(苦: 괴로움)로서 안락할 수는 없다는 것이 절대의 진리이므로 고제, 즉 괴로움의 진리라 한다.
2. 고제(高弟)는 학식과 품행이 뛰어난 제자를 말한다. 고족제자(高足弟子) 또는 고족(高足)이라고도 한다. 예를 들어, 법상종의 개조인 규기(窺基: 632~682)를 칭할 때 흔히 '현장(玄奘)의 고제인 규기'라고들 말한다.

## 고지
고지(苦智, 산스크리트어: duhkha-jñāna)는 10지(十智)와 11지(十一智) 가운데 하나로, 4성제 가운데 고제(苦諦)를 체득[了 또는 證]함으로써 획득[得]한 무루지(無漏智)이다. 달리 말하면, 고지는 욕계 · 색계 · 무색계의 고제를 체득[了 또는 證]한 지혜이다. 즉 욕계 · 색계 · 무색계에서 4제 16행상(四諦 十六行相) 가운데 고제의 4행상(四行相)인 비상(非常) · 고(苦) · 공(空) · 비아(非我)를 관찰[觀]함으로써 획득한 무루의 지혜이다.
《아비달마품류족론》의 정의에 따르면,
고지(苦智)는 5취온에 대하여 비상(非常) · 고(苦) · 공(空) · 비아(非我)라고 사유(思惟)함으로써 일으킨 무루지(無漏智)이다. 즉, 5취온에 대하여 '5취온은 일시적[非常]인 것이며, 5취온은 괴로운[苦] 것이며, 5취온은 공(空)하며, 5취온은 나가 아니다[非我]'라고 사유함으로써 획득한 무루의 지혜이다.

## 공
1. 공(空, 산스크리트어: śūnya)은 '실체가 없음', ' 실재하지 않음', '환영임'을 뜻한다.
2. 공(空, 산스크리트어: śūnya)은 불교의 수행법 중 하나인 4제 16행상(四諦 十六行相: 4성제를 관찰하는 16종의 관법 또는 관행) 가운데 하나로, 4성제 중 고제에 대한 4가지 관찰[觀法 또는 觀行]인 비상(非常) · 고(苦) · 공(空) · 비아(非我) 가운데 공(空)을 말한다. 이것은 '5취온(五取蘊)이란 내 것[我所, 산스크리트어: mama-kāra: 我所有의 준말]이 아니다[違我所見]라고 관찰하는 것'을 말한다. 즉, 이러한 수행[行相]을 공(空)이라고 한다.

## 공능
1. 공능(功能,
산스크리트어: samartha,
śakti,
영어: ability,
power)은 어떤 법(法) 즉 존재가 지니고 있는, 어떤 결과를 일으킬 수 있는 능력(能力)을 말한다. 이 낱말은, 대개, 좋은 결과를 일으키는 경우에 사용된다.
2. 공능(功能,
산스크리트어: samartha,
영어: function,
effectiveness)은 작용(作用) 또는 기능(機能)을 뜻한다.
예를 들어, 대승불교의 유식유가행파의 교학에 따르면, 근(根) · 경(境) · 식(識)의 3사(三事)가 화합하고 있는 상태에서는 이들 3사의 각각이 모두 마음작용을 생겨나게 하는 공능(功能) 즉 작용(作用)을 가지고 있는데, 이들이 가진 이러한 공능 즉 작용에 의거하여 3사화합(三事和合)의 상태로부터 마음작용이 생겨나는 것을 변이(變異)라고 한다.

## 공덕과 과실
1. 공덕(功德, 산스크리트어: guṇa, puṇya) 또는 줄여서 덕(德)은 계(戒) · 정(定) · 혜(慧)의 3학을 말한다. 유덕(有德) 또는 유덕자(有德者) 즉 공덕 있는 자 또는 덕이 있는 자는 계 · 정 · 혜 3학을 갖춘 자, 즉 스승을 말한다. 한편, 유덕(有德)은 박가범(薄伽梵, 산스크리트어: bhagavat, 팔리어: bhagavā)의 의역어들 가운데 하나인데, 박가범은 고타마 붓다를 비롯한 모든 부처와 여래에게 공통되는 특정한 10가지 호칭인 여래10호(如來十號) 가운데 하나이거나 혹은 여래10호보다 더 넓은 범위의 호칭으로 모든 부처와 여래에게 통용되는 호칭인 제불통호(諸佛通號) 가운데 하나이다.
2. 공덕(功德, 산스크리트어: guṇa, puṇya: 덕)과 과실(過失: 잘못, 허물)은 각각 선(善)과 불선(不善)을 뜻한다. 그리고 공덕도 과실도 아닌 것은 무기(無記)를 뜻한다. 과실 · 잘못 · 허물을 구(咎, 산스크리트어: aparādha, doṣa, apanīta, skhalita)라고도 한다.
공덕과 과실은 서로 반대말로, 공덕은 계(戒) · 정(定) · 혜(慧)를 말하고 과실은 계(戒) · 정(定) · 혜(慧)의 반대, 즉 계를 어기는 것, 고요하지 못하는 것, 어리석은 것을 말한다.
3. 공덕(功德, 산스크리트어: guṇa, puṇya)은 선(善)을 행하여 획득하고 성취하는 과보를 말한다.

## 공상
공상(共相, 산스크리트어: sāmānya lakṣaṇa, 영어: common nature)은 여러 가지 법(法: 개별 존재)에서 공통으로 존재하는 특성이다. 예를 들어, 가을의 산이 빨갛고 불이 빨갛고 옷이 빨갛다고 할 때의 공통의 빨강을 가리켜 공상(共相)이라고 하고, 파랑 혹은 노랑 등과 구별되는 빨강 그 자체를 가리켜 자상(自相)이라고 한다. (반대말: 자상(自相), 자성(自性))

## 공양
공양(供養)은 불법승(佛法僧)의 3보(三寶)나 죽은 사람의 영(靈: 불교에서는 영가(靈駕)라고 한다) 등에 대해서 공물을 바치는 것이다. 승려들이 식사를 하는 것을 뜻하는 발우공양이나 재가신자가 사찰에서 식사를 하는 것을 가리킬 때도 공양이라고 하기도 한다.

## 공용
1. 공용(功用) 또는 공용행(功用行)은 몸 · 입 · 뜻으로 짓는 3업(三業), 즉 동작 · 말 · 생각을 말한다.
2. 공용(功用) 또는 공용행(功用行)은 의식적인 노력을 뜻한다.
유식유가행파의 수행론에 따르면, 보살이 공관(空觀)을 닦음에 있어서 초지(初地)에서 제7지(第七地)까지는 의식적인 노력을 기울여야 공관이 이루어진다. 이러한 이유로 제7지까지를 유공용지(有功用地) 또는 간단히 공용(功用)이라 한다. 반면, 제8지(第八地)부터는 의식적인 노력을 기울이지 않아도 자연스럽게 공관(空觀)이 이루어지며, 이러한 이유로 제8지 이상을 무공용지(無功用地) 또는 간단히 무공용(無功用)이라 한다.
3. 무공용(無功用)은 평등(平等) · 정직(正直) · 무공용주(無功用住), 또는 심평등성(心平等性) · 심정직성(心正直性) · 심무공용성(心無功用性), 또는 심평등성(心平等性) · 심정직성(心正直性) · 심무발오성(心無發悟性)의 사(捨)의 마음작용의 3단계 가운데 마지막의 무공용주 · 심무공용성 · 심무발오성을 말한다.

## 공제
공제(空諦)는 천태교학에서의 공제(空諦) · 가제(假諦) · 중제(中諦)의 3제(三諦) 가운데 하나로, 일체법은 실체[實]로서의 존재가 아니라 공(空)으로서의 존재라는 것을 뜻한다.

## 과
1. 과(果)는 결과 또는 과보를 뜻한다.
2. 과는 수다원과 · 사다함과 · 아나함과 · 아라한과의 4과(四果)를 뜻한다.

## 과거
1. 과거(過去)는 과거 · 현재 · 미래의 삼세(三世) 중 하나로, 어떤 법(法)이 이미 멸(滅, nirodha)했거나 또는 그 작용을 그친 것이다. 불교에서는 시간의 실체를 인정하지 않고, 잠깐도 정지하지 않고, 생기면 반드시 멸하는 유위법(有爲法: 현상계의 사물)에 의지하여 가설적 존재로서의 시간을 세운다.
2. 과거(過去)는 과거의 것 또는 과거의 법이라는 뜻으로, 5온 각각이 가지는 과거(過去) · 미래(未來) · 현재(現在) · 내(內) · 외(外) · 추(麤) · 세(細) · 열(劣) · 승(勝) · 원(遠) · 근(近)의 총 11가지의 품류차별 또는 품류, 즉 11품류 가운데 '과거'를 말한다.
무상하여 이미 없어진 색 · 수 · 상 · 행 또는 식을 뜻한다.

## 과단
과단(果斷) 또는 과보를 끊는 것은 《북본열반경(北本涅槃經)》 제29권에 나오는 자단(子斷) · 과단(果斷)의 2종해탈(二種解脫) 가운데 하나이다. 자단(子斷)의 문자 그대로의 뜻은 '종자를 끊음'으로, 생사윤회를 일으키는 종자 즉 원인로서의 번뇌가 모두 끊어져서 번뇌에 의한 속박이 사라진 상태를 말한다. 과단(果斷)의 문자 그대로의 뜻은 '과보를 끊음'으로, 자단(子斷)이 이미 성취되었을 뿐만 아니라 과거의 업에 의해 현재 받고 있는 고과(苦果: 괴로운 과보)의 속박도 끊고 떠난 상태를 말한다.
자단(子斷)은 유여열반(有餘涅槃)에, 과단(果斷)은 무여열반(無餘涅槃)에 해당한다.
부파불교에서는 열반에 유여열반(有餘涅槃)과 무여열반(無餘涅槃)의 2가지 구분이 있다고 보는데 이를 2종열반(二種涅槃)이라 한다. 이에 비해 대승불교의
유식유가행파에서는 열반에 본래자성청정열반(本來自性清淨涅槃) · 유여의열반(有餘依涅槃) · 무여의열반(無餘依涅槃) · 무주처열반(無住處涅槃)의 4가지 구분이 있다고 보아 이를 4종열반(四種涅槃)이라고 한다. 4종열반 중 유여의열반은 부파불교의 유여열반에, 무여의열반은 무여열반에 해당한다.
한편, 유식유가행파에서는 열반(涅槃) 또는 해탈(解脫)과 보리(菩提)를 서로 다른 경지로 구분하는데, 번뇌장(煩惱障) 즉 아집(我執)을 끊은 상태인 열반 또는 해탈이 자단(子斷)과 과단(果斷)으로 나뉜다고 본다. 즉 4종열반 중 유여열반과 무여열반의 2가지 열반으로 나뉜다고 본다. 그리고, 소지장(所知障) 즉 법집(法執)을 끊은 상태인 보리 즉 아뇩다라삼먁삼보리(阿耨多羅三藐三菩提)를 이보다 더 뛰어난 성불의 경지인 무주처열반인 것으로 보는데 보리를 자단(子斷) · 과단(果斷)과 구분하여 별도로 과지(果智)라고 한다.

## 과덕
과덕(果德)은 증과(證果)의 공덕(功德)을 말한다. 즉, 수행에 의해 증득된 과(果)가 지닌 덕(德) 또는 공덕(功德)을 말한다. 예를 들어, 상락아정(常樂我淨)은 열반(涅槃)이라는 과(果)가 지닌 4가지 공덕이며, 이것을 열반4덕(涅槃四德) 또는 줄여서 4덕(四德)이라 한다.

## 과환법
과환법(過患法)은 과환(過患)의 법, 즉 과실[過]과 근심[患]의 법이라는 뜻으로, 4성제 가운데 고제와 집제를 통칭하는 말이다. 과(過) 즉 과실(過失)은 원인으로 집제를 말하고, 환(患) 즉 근심은 괴로움[苦] 즉 고제를 뜻한다. 또한, 유전연기 · 환멸연기의 연기법 가운데 유전연기를 뜻한다. 달리 말하면, 과환법, 4성제의 고제와 집제, 유전연기의 3가지는 서로 동의어이다.
한편, 과환(過患) 즉 '고제와 집제' 즉 유전연기에 대해 '멸제와 도제' 즉 환멸연기를 증수(證修: 증득과 수습)라고 한다. 그리고 과환법을 싫어하고 등지려는 성질의 선한 마음작용을 염(厭)이라 한다. 또한 증수를 기뻐하고 좋아하는 성질의 선한 마음작용을 흔(欣)이라 한다.

## 관습경
관습경(串習境)은 이미 알고 있는 대상, 이미 만났던 적이 있는 대상, 예전에 익힌 대상, 자주 익힌 대상 또는 이전에 반복적으로 받아들인 대상을 말하며, 유식학에서는 마음(8식, 즉 심왕, 즉 심법)이 관습경을 만날 때만 염(念, 기억, smrti, 별경심소에 속함)의 마음작용이 그 마음(8식, 즉 심왕, 즉 심법)과 상응하여 함께 일어난다고 본다. 증습경(曾習境)이라고도 한다.

## 관습사
관습사(串習事)는 관습적인 일 즉 이미 만났던 적이 있는 일 또는 예전에 익힌 일을 뜻하는데, 세친의 《대승오온론》에 따르면 염(念)의 마음작용은 별경심소에 속하며 관습사에 대해 불망(不忘: 잊지 않음)하고 명기(明記: 분명히 기억함)하는 마음작용이다.
여기서 염(念)이 별경심소에 속한다는 것은 염(念)이 관습사에 대해서만 작용하는 마음작용이라는 것을 의미한다. 이는 염(念)이 대지법에 속한 것으로 분류한 설일체유부의 견해와는 다르다.

## 관정삼매
관정삼매(觀頂三昧, 산스크리트어: vilokita-mūrdha)는 108삼매 가운데 언급되는 순서로 제7번째 삼매이다. 제6번째 삼매는 출제법삼매(出諸法三昧)이고 제8번째 삼매는 필법성삼매(畢法性三昧)이다.
《대지도론》 제47권에서는 다음과 같이 설명하고 있다.
 云何名觀頂三昧？住是三昧能觀諸三昧頂，是名觀頂三昧。

 
무엇을 관정(灌頂)삼매라 하느냐 하면, 이 삼매에 머무르면 모든 삼매의 꼭대기를 보게 되나니, 이것을 관정삼매라 하느니라.
 — 《대지도론》 제47권. 한문본 & 한글본

## 관찰경
관찰경(觀察境)은 관(觀: 관찰, 명상)을 행할 대상, 관찰되는 대상, 또는 관찰 대상을 말하며, 소관경(所觀境) 또는 소관사(所觀事)라고도 한다.

## 관조
관조(觀照, 산스크리트어: alocana)는 다음의 두 가지 뜻이 있다
1. 지혜(반야)가 거울처럼 사물과 이치를 비추어 받아들여 밝게 아는 것
2. 근(根)이 거울처럼 외계의 경(境: 대상)을 비추어 받아들이는 작용

## 광
1. 광(光)은 빛 즉 햇빛을 말하며, 색경(色境) 중 현색(顯色: 12가지) 가운데 하나이다.
2. 광(誑)은 타인을 속여 미혹되게 하는 번뇌성의 마음작용이다.

## 괴
괴(愧, 뉘우침, 참회, 산스크리트어: apatrāpya, 팔리어: ottappa, 영어: decorum,
shame,
consideration,
propriety)는 설일체유부의 5위 75법에서 심소법(心所法: 46가지) 중 대선지법(大善地法: 10가지) 가운데 하나이며, 유식유가행파와 법상종의 5위 100법에서 심소법(心所法: 51가지) 중 선심소(善心所: 11가지) 가운데 하나이다. 설일체유부에 따르면, 괴(愧)는 계(戒) · 정(定) · 혜(慧)의 공덕이 있는 자의 꾸짖음에 의지하여 자신이 범한 불선에 대해 부끄럽게 여기는 마음작용, 또는 남이 범한 불선에 대해 부끄럽게 여기는 마음작용이다. 즉 이 두 가지 가운데 어느 하나 혹은 둘 다의 의미에서의 남부끄러워 하는 마음작용이다. 즉, 참회(懺悔) 즉 뉘우침을 뜻한다.
흔히 일반적으로 참(慚)과 괴(愧)는 한데 묶어서 참괴(慚愧 또는 慙愧: 매우 부끄러워함)라고 하는데, 설일체유부와 유식유가행파와 법상종은 이 둘을 분별하고 있다. 설일체유부의 중현(衆賢)은 《아비달마장현종론(阿毘達磨藏顯宗論)》에서, 참(慚)이란 참다운 진리로 나아감으로써 스스로[我]와 법(法)에 대해 뛰어난 힘이 생겨나서, 애(愛: 애탐, 탐욕)의 등류(等流)를 거스릴려는 마음의 자재성이라고 설명하고 있다. 그리고 괴(愧)는 수습(修習)을 애락하고 공덕을 우선하는 것으로서, 치(癡: 어리석음, 무명)의 등류(等流)를 어기고 열등한 법을 혐오하는 것이라고 설명하고 있다.

## 괴겁
괴겁(壞劫, 산스크리트어: saṃvarta-kalpa)은 성(成) · 주(住) · 괴(壞) · 공(空)의 4겁(四劫) 또는 괴(壞) · 성(成) · 중(中) · 대(大)의 4겁(四劫) 가운데 하나이다.
괴겁은 1수미세계나 3천대천세계 등의 세계 또는 우주가 차차 파괴되는 기간을 말하는데, 지옥의 유정이 다시 태어나지 않는 때로부터 외적인 기세간이 모두 다할 때까지의 기간이다.
즉, 괴(壞) 즉 허물어짐에는 유정괴(有情壞: 유정이 허물어지는 것)와 외기괴(外器壞: 외적인 기세간이 허물어지는 것)의 두 가지가 있는데, 먼저 유정괴가 일어나서 특정 기세간이 텅 비고 그 다음 외기괴가 일어나서 그 기세간이 파괴되는 형태로 괴겁은 진행된다.

## 괴신견
괴신견(壞身見)은 유신견(有身見)의 다른 말이다.

## 교
교(憍,
산스크리트어: mada)는
마음(6식 또는 8식, 즉 심왕, 즉 심법)으로 하여금 자신의 소유물[法]에 집착하여 오만 방자해지게 함으로써 자신을 되돌아보지 않게 하는 마음작용이다.

## 교법
교법(敎法)은 불 · 법 · 승의 3보 가운데 법보(法寶)를 4가지로 나눈 교법(教法) · 이법(理法) · 행법(行法) · 과법(果法)의 4법(四法) 가운데 하나로, 부처의 가르침을 말하는데, 특히 말이나 글로서 표현된 가르침을 말한다. 불교에서 교법이라고 하면 주로 고타마 붓다의 가르침을 뜻하는데, 대승불교에서는 3세제불(三世諸佛) 즉 과거 · 현재 · 미래의 모든 부처의 가르침 즉 모든 깨달은 자들의 가르침을 교법이라 한다.
또는 교법(敎法)은 한 종파의 교의를 언어와 문자로써 표현한 언명 · 설명 또는 해설을 말한다.

## 교시
교시(巧施)는 타인에게 보시(布施)하여 이익을 주는 것이다.

## 교화
교화(敎化,
산스크리트어: pari-pac)는 교도전화(敎導轉化) 또는 교훈권화(敎訓勸化)의 뜻으로, 범부를 가르쳐 성인이 되게 하고, 의심하는 이를 가르쳐 믿게 하고, 그릇된 길에 있는 이를 가르쳐 바른 길 즉 성도(聖道)로 돌아오게 하는 것을 말한다.

## 참고 문헌
- 이 문서에는 다음커뮤니케이션(현 카카오)에서 GFDL 또는 CC-SA 라이선스로 배포한 글로벌 세계대백과사전의 내용을 기초로 작성된 글이 포함되어 있습니다.
- 가전연자 지음, 승가제바·축불념 한역, 권오민 번역 (K.943, T.1543). 《아비담팔건도론》. 한글대장경 검색시스템 - 전자불전연구소 / 동국역경원. K.943(24-695), T.1543(26-771).
- 고려대장경연구소. 《고려대장경 전자 불교용어사전》. 고려대장경 지식베이스 / (사)장경도량 고려대장경연구소.
- 고익진 (1989). 《한국 고대 불교 사상사》. 동국대학교 출판부.
- 곽철환 (2003). 《시공 불교사전》. 시공사 / 네이버 지식백과.
- 구나발타라(求那跋陀羅) 한역 (K.650, T.99). 《잡아함경》. 한글대장경 검색시스템 - 전자불전연구소 / 동국역경원. K.650(18-707), T.99(2-1).
- 구나발타라 한역, 번역자 미상 (K.54, T.353). 《승만경》. 한글대장경 검색시스템 - 전자불전연구소 / 동국역경원. K.54(6-1361), T.353(12-217).
- 구마라습 한역, 차차석 번역 (K.991, T.614). 《좌선삼매경》. 한글대장경 검색시스템 - 전자불전연구소 / 동국역경원. K.991(30-128), T.614(15-269).
- 권오민 (1991). 《경량부철학의 비판적 체계 연구》. 동국대학원 철학박사 학위논문.
- 권오민 (2003). 《아비달마불교》. 민족사.
- 담무참 한역, 번역자 미상 (K.105, T.374). 《대반열반경》. 일명 《북본열반경》. 한글대장경 검색시스템 - 전자불전연구소 / 동국역경원. K.105(9-1), T.374(12-365).
- 목건련 지음, 현장 한역, 송성수 번역 (K.945, T.1537). 《아비달마법온족론》. 한글대장경 검색시스템 - 전자불전연구소 / 동국역경원. K.945(24-1091), T.1537(26-453).
- 무착 지음, 바라파밀다라 한역, 이영무 번역 (K.586, T.1604). 《대승장엄경론》. 한글대장경 검색시스템 - 전자불전연구소 / 동국역경원. K.586(16-843), T.1604(31-589).
- 무착 지음, 현장 한역 (K.571, T.1602). 《현양성교론》. 한글대장경 검색시스템 - 전자불전연구소 / 동국역경원. K.571(16-1), T.1602(31-480).
- 무착 지음, 현장 한역, 이한정 번역 (K.572, T.1605). 《대승아비달마집론》. 한글대장경 검색시스템 - 전자불전연구소 / 동국역경원. K.572(16-157), T.1605(31-663).
- 미륵 지음, 현장 한역, 강명희 번역 (K.614, T.1579). 《유가사지론》. 한글대장경 검색시스템 - 전자불전연구소 / 동국역경원. K.570(15-465), T.1579(30-279).
- 법구 지음, 승가발마 등 한역, 김형준 번역 (K.960, T.1552). 《잡아비담심론》. 한글대장경 검색시스템 - 전자불전연구소 / 동국역경원. K.960(28-391), T.1552(28-869).
- 법승 지음, 승가제바·혜원 한역, 김재천 번역 (K.959, T.1550). 《아비담심론》. 한글대장경 검색시스템 - 전자불전연구소 / 동국역경원. K.959 (28-355), T.1550 (28-809).
- 법장 술, 노혜남 번역 (K.1513, T.1733). 《화엄경탐현기》. 한글대장경 검색시스템 - 전자불전연구소 / 동국역경원. K.1513(47-458), T.1733(35-107).
- 불타야사·축불념 한역, 번역자 미상 (K.647, T.1). 《장아함경》. 한글대장경 검색시스템 - 전자불전연구소 / 동국역경원. K.647(17-815), T.1(1-1).
- 사리자 설, 현장 한역, 송성수 번역 (K.946, T.1536). 《아비달마집이문족론》. 한글대장경 검색시스템 - 전자불전연구소 / 동국역경원. K.946(24-1183), T.1536(26-367).
- 서정형 (2004). 《나가르주나 『중론』(해제)》. 서울대학교 철학사상연구소 / 네이버 지식백과.
- 서정형 (2004b). 《『밀린다팡하』(해제)》. 서울대학교 철학사상연구소 / 네이버 지식백과.
- 세우 지음, 구나발타라·보리야사 한역, 송성수 번역 (K.950, T.1541). 《중사분아비담론》. 한글대장경 검색시스템 - 전자불전연구소 / 동국역경원. K.950(25-271), T.1541(26-627).
- 세우 지음, 현장 한역, 송성수 번역 (K.949, T.1542). 《아비달마품류족론》. 한글대장경 검색시스템 - 전자불전연구소 / 동국역경원. K.949(25-149), T.1542(26-692).
- 세친 지음, 현장 한역, 권오민 번역 (K.955, T.1558). 《아비달마구사론》. 한글대장경 검색시스템 - 전자불전연구소 / 동국역경원. K.955(27-453), T.1558(29-1).
- 세친 지음, 현장 한역, 김묘주 번역 (K.594, T.1597). 《섭대승론석》. 한글대장경 검색시스템 - 전자불전연구소 / 동국역경원. K.594(17-76), T.1597(31-321).
- 세친 지음, 현장 한역, 송성수 번역 (K.618, T.1612). 《대승오온론》. 한글대장경 검색시스템 - 전자불전연구소 / 동국역경원. K.618(17-637), T.1612(31-848).
- 세친 지음, 현장 한역, 송성수 번역 (K.644, T.1614). 《대승백법명문론》. 한글대장경 검색시스템 - 전자불전연구소 / 동국역경원. K.644(17-808), T.1614(31-855).
- 승가제바(僧伽提婆) 한역. 《중아함경》. 한글대장경 검색시스템 - 전자불전연구소 / 동국역경원.
- 안혜 지음, 지바하라 한역, 조환기 번역 (K.619, T.1613). 《대승광오온론》. 한글대장경 검색시스템 - 전자불전연구소 / 동국역경원. K.619(17-641), T.1613(31-850).
- 안혜 지음, 현장 한역, 이한정 번역 (K.576, T.1605). 《대승아비달마잡집론》. 한글대장경 검색시스템 - 전자불전연구소 / 동국역경원. K.576(16-228), T.1606(31-694).
- 오백 아라한 지음, 현장 한역, 송성수 번역 (K.952, T.1545). 《아비달마대비바사론》. 한글대장경 검색시스템 - 전자불전연구소 / 동국역경원. K.952(26-1,27-1), T.1545(27-1).
- 운월 (2005). 《근본불교의 수행체계에 대하여》. 한국선학회.
- 운허.  동국역경원 편집, 편집. 《불교 사전》.
- 용수 지음, 구마라습 한역, 김성구 번역 (K.549, T.1509). 《대지도론》. 한글대장경 검색시스템 - 전자불전연구소 / 동국역경원. K.549(14-493), T.1509(25-57).
- 용수 지음, 구마라습 한역, 박인성 번역 (K.577, T.1564). 《중론》. 한글대장경 검색시스템 - 전자불전연구소 / 동국역경원. K.577(16-350), T.1564(30-1).
- 제바설마 지음, 현장 한역, 송성수 번역 (K.947, T.1539). 《아비달마식신족론》. 한글대장경 검색시스템 - 전자불전연구소 / 동국역경원. K.947 (25-1), T.1539 (26-531).
- 중현 지음, 현장 한역, 권오민 번역 (K.956, T.1562). 《아비달마순정리론》. 한글대장경 검색시스템 - 전자불전연구소 / 동국역경원. K.956(27-680), T.1562(29-329).
- 중현 지음, 현장 한역, 권오민 번역 (K.957, T.1563). 《아비달마장현종론》. 한글대장경 검색시스템 - 전자불전연구소 / 동국역경원. K.957(28-1), T.1563(29-777).
- 축불념 한역, 노혜능 번역 (K.530, T.1485). 《보살영락본업경》. 한글대장경 검색시스템 - 전자불전연구소 / 동국역경원. K.530(14-374), T.1485(24-1010).
- 최봉수 (1999). 〈색온에서의 색의 의미 - 구사론과 청정도론의 색온론을 비교하여〉. 《불교학보》.
- 현장 한역, 김달진 번역 (K.154, T.676). 《해심밀경》. 한글대장경 검색시스템 - 전자불전연구소 / 동국역경원. K.154(10-709), T.676(16-688).
- 호법 등 지음, 현장 한역, 김묘주 번역 (K.614, T.1585). 《성유식론》. 한글대장경 검색시스템 - 전자불전연구소 / 동국역경원. K.614(17-510), T.1585(31-1).
- 황욱 (1999). 《무착[Asaṅga]의 유식학설 연구》. 동국대학원 불교학과 박사학위논문.
- (영어) Bodhi, Bhikkhu (trans.) (2000). 《The Connected Discourses of the Buddha: A Translation of the Samyutta Nikaya》. Boston: Wisdom Publications. ISBN 0-86171-331-1.
- (영어) Dawson, John (1888). 《A Classical Dictionary Of Hindu Mythology And Religion Geography History And Literature》. London: Trübner.
- (영어) DDB. 《Digital Dictionary of Buddhism (電子佛教辭典)》. Edited by A. Charles Muller.
- (영어) Macdonell, Arthur Anthony (1929). 《A practical Sanskrit dictionary with transliteration, accentuation, and etymological analysis throughout》. London: Oxford University Press.
- (영어) Gethin, R.M.L. (1992). 《The Buddhist Path to Awakening: A Study of the Bodhi-Pakkhiyā Dhammā》. Leiden: E.J. Brill. ISBN 90-04-09442-3.
- (영어) Rhys Davids, Caroline A.F. ([1900], 2003). 《Buddhist Manual of Psychological Ethics, of the Fourth Century B.C., Being a Translation, now made for the First Time, from the Original Pāli, of the First Book of the Abhidhamma-Piṭaka, entitled Dhamma-Saṅgaṇi (Compendium of States or Phenomena)》. Whitefish, MT: Kessinger Publishing. ISBN 0-7661-4702-9.
- (영어) Sanskrit and Tamil Dictionaries. 《Cologne Digital Sanskrit Dictionaries》. Institute of Indology and Tamil Studies, Cologne University (www.sanskrit-lexicon.uni-koeln.de).
- (영어) Rhys Davids, T.W. & William Stede (eds.) (1921-5). 《The Pali Text Society's Pali–English Dictionary》. Chipstead: Pali Text Society.
- (영어) Thanissaro Bhikkhu (1996, 1998). 《Wings to Awakening》. Retrieved 2008-07-07 from "Access to Insight" at http://www.accesstoinsight.org/lib/authors/thanissaro/wings/index.html.
- (중국어) 가다연니자 조, 현장 한역 (T.1544). 《아비달마발지론(阿毘達磨發智論)》. 대정신수대장경. T26, No. 1544, CBETA.
- (중국어) 가전연자 지음, 승가제바·축불념 한역 (T.1543). 《아비담팔건도론(阿毘曇八犍度論)》. 대정신수대장경. T26, No. 1543, CBETA.
- (중국어) 구나발타라(求那跋陀羅) 한역 (T.99). 《잡아함경(雜阿含經)》. 대정신수대장경. T2, No. 99, CBETA.
- (중국어) 구나발타라 한역 (T.353). 《승만경(勝鬘經)》. 대정신수대장경. T12, No. 353, CBETA.
- (중국어) 구마라습 한역 (T.614). 《좌선삼매경(坐禪三昧經)》. 대정신수대장경. T15, No. 614, CBETA. }
- (중국어) 규기 찬 (T.1830). 《성유식론술기(成唯識論述記)》. 대정신수대장경. T43, No. 1830, CBETA.
- (중국어) 규기 찬 (T.1861). 《대승법원의림장(大乘法苑義林章)》. 대정신수대장경. T45, No. 1861, CBETA.
- (중국어) 길장 찬 (T.1744). 《승만보굴(勝鬘寶窟)》. 대정신수대장경. T37, No. 1744, CBETA.
- (중국어) 담무참 한역 (T.374). 《대반열반경(大般涅槃經)》. 일명 《북본열반경》. 대정신수대장경. T12, No. 374, CBETA.
- (중국어) 목건련 조, 현장 한역 (T.1537). 《아비달마법온족론(阿毘達磨法蘊足論)》. 대정신수대장경. T26, No. 1537, CBETA.
- (중국어) 무착 조, 바라파밀다라 한역 (T.1604). 《대승장엄경론(大乘莊嚴經論)》. 대정신수대장경. T31, No. 1604, CBETA.
- (중국어) 무착 조, 현장 한역 (T.1602). 《현양성교론(顯揚聖教論)》. 대정신수대장경. T31, No. 1602, CBETA.
- (중국어) 무착 조, 현장 한역 (T.1605). 《대승아비달마집론(大乘阿毘達磨集論)》. 대정신수대장경. T31, No. 1605, CBETA.
- (중국어) 미륵 조, 현장 한역 (T.1579). 《유가사지론(瑜伽師地論)》. 대정신수대장경. T30, No. 1579. CBETA.
- (중국어) 법구 조, 승가발마 등 한역 (T.1552). 《잡아비담심론(雜阿毘曇心論)》. 대정신수대장경. T28, No. 1552, CBETA.
- (중국어) 법승 조, 승가제바·혜원 한역 (T.1550). 《아비담심론(阿毘曇心論)》. 대정신수대장경. T28, No. 1550, CBETA.
- (중국어) 법운 편찬 (T.2131). 《번역명의집(翻譯名義集)》. 대정신수대장경. T54, No. 2131, CBETA.
- (중국어) 법장 술 (T.1733). 《화엄경탐현기(華嚴經探玄記)》. 대정신수대장경. T35, No. 1733, CBETA.
- (중국어) 佛門網. 《佛學辭典(불학사전)》.
- (중국어) 불타야사·축불념 한역 (T.1). 《장아함경(長阿含經)》. 대정신수대장경. T1, No. 1, CBETA. }
- (중국어) 사리자 설, 현장 한역 (T.1536). 《아비달마집이문족론(阿毘達磨集異門足論)》. 대정신수대장경. T26, No. 1536, CBETA.
- (중국어) 색건타라 조, 현장 한역 (T.1554). 《입아비달마론(入阿毘達磨論)》. 대정신수대장경. T28, No. 1554, CBETA. }
- (중국어) 星雲. 《佛光大辭典(불광대사전)》 3판.
- (중국어) 세우 조, 구나발타라·보리야사 한역 (T.1541). 《중사분아비담론(眾事分阿毘曇論)》. 대정신수대장경. T26, No. 1541, CBETA.
- (중국어) 세우 조, 현장 한역 (T.1542). 《아비달마품류족론(阿毘達磨品類足論)》. 대정신수대장경. T26, No. 1542, CBETA.
- (중국어) 세친 조, 진제 한역 (T.1559). 《아비달마구사석론(阿毘達磨俱舍釋論)》. 대정신수대장경. T29, No. 1559, CBETA.
- (중국어) 세친 조, 현장 한역 (T.1558). 《아비달마구사론(阿毘達磨俱舍論)》. 대정신수대장경. T29, No. 1558, CBETA.
- (중국어) 세친 조, 현장 한역 (T.1597). 《섭대승론석(攝大乘論釋)》. 대정신수대장경. T31, No. 1597, CBETA.
- (중국어) 세친 조, 현장 한역 (T.1612). 《대승오온론(大乘五蘊論)》. 대정신수대장경. T31, No. 1612, CBETA.
- (중국어) 세친 조, 현장 한역 (T.1614). 《대승백법명문론(大乘百法明門論)》. 대정신수대장경. T31, No. 1614, CBETA.
- (중국어) 세친 조, 현장 한역, 규기 주해 (T.1836). 《대승백법명문론해(大乘百法明門論解)》. 대정신수대장경. T44, No. 1836_, CBETA.
- (중국어) 승가제바(僧伽提婆) 한역 (T.26). 《중아함경(中阿含經)》. 대정신수대장경. T1, No. 26, CBETA.
- (중국어) 阿含辭典. 《阿含辭典(아함사전)》.
- (중국어) 안혜 조, 지바하라 한역 (T.1613). 《대승광오온론(大乘廣五蘊論)》. 대정신수대장경. T31, No. 1613, CBETA.
- (중국어) 안혜 조, 현장 한역 (T.1606). 《대승아비달마잡집론(大乘阿毘達磨雜集論)》. 대정신수대장경. T31, No. 1606, CBETA.
- (중국어) 연수 편찬 (T.2016). 《종경록(宗鏡錄)》. 대정신수대장경. T48, No. 2016, CBETA.
- (중국어) 오백 아라한 조, 현장 한역 (T.1545). 《아비달마대비바사론(阿毘達磨大毘婆沙論)》. 대정신수대장경. T27, No. 1545, CBETA.
- (중국어) 용수 조, 구마라습 한역 (T.1509). 《대지도론(大智度論)》. 대정신수대장경. T25, No. 1509, CBETA. }
- (중국어) 용수 조, 구마라습 한역 (T.1564). 《중론(中論)》. 대정신수대장경. T30, No. 1564, CBETA.
- (중국어) 원측 찬 (X.369). 《해심밀경소(解深密經疏)》. 만신찬속장경. X21, No. 369, CBETA.
- (중국어) 원휘(圓暉) (T.1823). 《구사론송소론본(俱舍論頌疏論本)》. 대정신수대장경. T41, No. 1823, CBETA.
- (중국어) 丁福保. 《佛學大辭典(불학대사전)》. 一行佛學辭典搜尋.
- (중국어) 제관 록 (T.1931). 《천태사교의(天台四教儀)》. 대정신수대장경. T46, No. 1931, CBETA.
- (중국어) 제바설마 조, 현장 한역 (T.1539). 《아비달마식신족론(阿毘達磨識身足論)》. 대정신수대장경. T26, No. 1539, CBETA.
- (중국어) 중현 조, 현장 한역 (T.1562). 《아비달마순정리론(阿毘達磨順正理論)》. 대정신수대장경. T29, No. 1562, CBETA.
- (중국어) 중현 조, 현장 한역 (T.1563). 《아비달마장현종론(阿毘達磨藏顯宗論)》. 대정신수대장경. T29, No. 1563, CBETA.
- (중국어) 지의 설, 관정 록 (T.1783). 《금광명경현의(金光明經玄義)》. 대정신수대장경. T39, No. 1783, CBETA. }
- (중국어) 지의 설, 법신 기 (T.1916). 《석선바라밀차제법문(釋禪波羅蜜次第法門)》. 대정신수대장경. T46, No. 1916, CBETA.
- (중국어) 축불념 한역 (T.1485). 《보살영락본업경(菩薩瓔珞本業經)》. 대정신수대장경. T24, No. 1485, CBETA.
- (중국어) 현장 한역 (T.1563). 《해심밀경(解深蜜經)》. 대정신수대장경. T16, No. 676, CBETA.
- (중국어) 혜원 찬 (T.1851). 《대승의장(大乘義章)》. 대정신수대장경. T44, No. 1851, CBETA.
- (중국어) 호법 등 지음, 현장 한역 (T.1585). 《성유식론(成唯識論)》. 대정신수대장경. T31, No. 1585, CBETA.